# Трапеза (окръг Кирения)
Тра̀пеза (на гръцки: Τράπεζα; на турски: Beşparmak) е село в Кипър, окръг Кирения. Според статистическата служба на Северен Кипър през 2011 г. селото има 42 жители.
Де факто е под контрола на непризнатата Севернокипърска турска република.